# Bimszand
Bimszand (van het Duitse Bims = puimsteen) is 'flugsand', een loskorrelig poreus en licht materiaal van vulkanische oorsprong.
Bimszand is vulkanisch glas uit geschuimde magma dat van fonolitische samenstelling is. Het is in de prehistorie ontstaan als een afzetting van fijne delen (korrelgrootte kleiner dan circa 8 mm), die tijdens erupties uit de vulkanen in de Eifel werden weggeslingerd. Het wordt gevonden aan weerszijden van de Rijn ter hoogte van Andernach en Neuwied.
Als zodanig bestaat ook de term bimskies, dat een wat grotere korrelgrootte heeft en meer op grind lijkt en als toeslagstof voor licht beton kan worden gebruikt.
Kenmerkende eigenschappen zijn: de hoge porositeit en de daarmee samenhangende lage vochtige dichtheid. De massa van puimsteen varieert in kwaliteit vanaf ca. 800 kg/m³.
Voor de Benelux wordt bimszand met name vanuit het Duitse Eifelgebied geïmporteerd.
Bimszand wordt onder meer gebruikt als lichtgewicht aanvulmateriaal in gebieden met minder draagkrachtige ondergrond, waarbij ook 'grover' materiaal wordt ingezet en – in Duitsland – bij de productie van kalkzandsteen. Daarnaast vindt het toepassing als schuurmiddel.